# ルーペ・オンティヴェロス
ルーペ・オンティヴェロス（Lupe Ontiveros、1942年9月17日 - 2012年7月26日）は、アメリカ合衆国の女優。

## 出演作品
- デスパレートな妻たち8（ホワニータ・ソリス）
- ジャッジメント～NY法廷ファイル～
- マイファミリー・ウェディング
- サウスランド シーズン1
- REAPER デビルバスター シーズン2
- Weeds ママの秘密 シーズン4
- デスパレートな妻たち（ホワニータ・ソリス）
- ラブ・アクシデント
- チャック＆バック（ビバリ）
- ヴァージン・ハンド
- ヴェロニカ's クローゼット 第1シーズン
- ブレイブ
- テロリストを撃て!
- ボーン・イン・イースト・Ｌ.Ａ.
- グーニーズ（ロザリータ）
- エル・ノルテ／約束の地